# 沌口站
沌口站位于中华人民共和国湖北省武汉市汉南区武汉经济技术开发区，是武汉地铁16号线的地铁车站。

## 车站构造
沌口站为地下两层11米岛式站台车站，车站位于沌口路与规划万家湖南路交叉口北侧，沿现状沌口路南北向布置。其中地下一层为站厅层，地下二层为站台层，车站总长度为300m，标准段宽度20.2m，采用明挖顺做法施工。本站共设置4个出入口（其中Ⅱ号出入口为预留出入口）、2个消防疏散口、2组风亭。

### 车站出口
|                                                 |      |      |  |
| 出口編號                                        | 設施 | 照片 |  |
| A                                               |      |      |  |
| B                                               |      |      |  |
| C                                               |      |      |  |
| 注： 設有升降機 \| 設有輪椅升降台 \| 設有洗手間 |      |      |  |

## 邻近地区
万家湖。

### 内部链接
- 武汉地铁车站列表